# Мейнфрейм

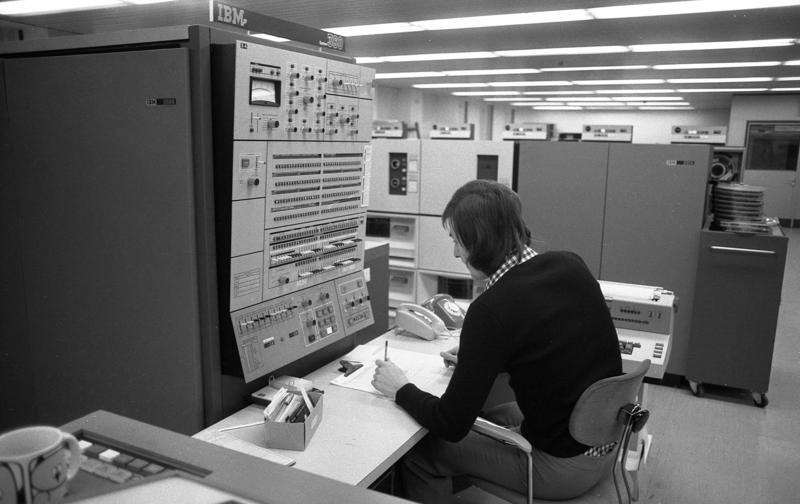
IBM System/360, 1960-ті роки

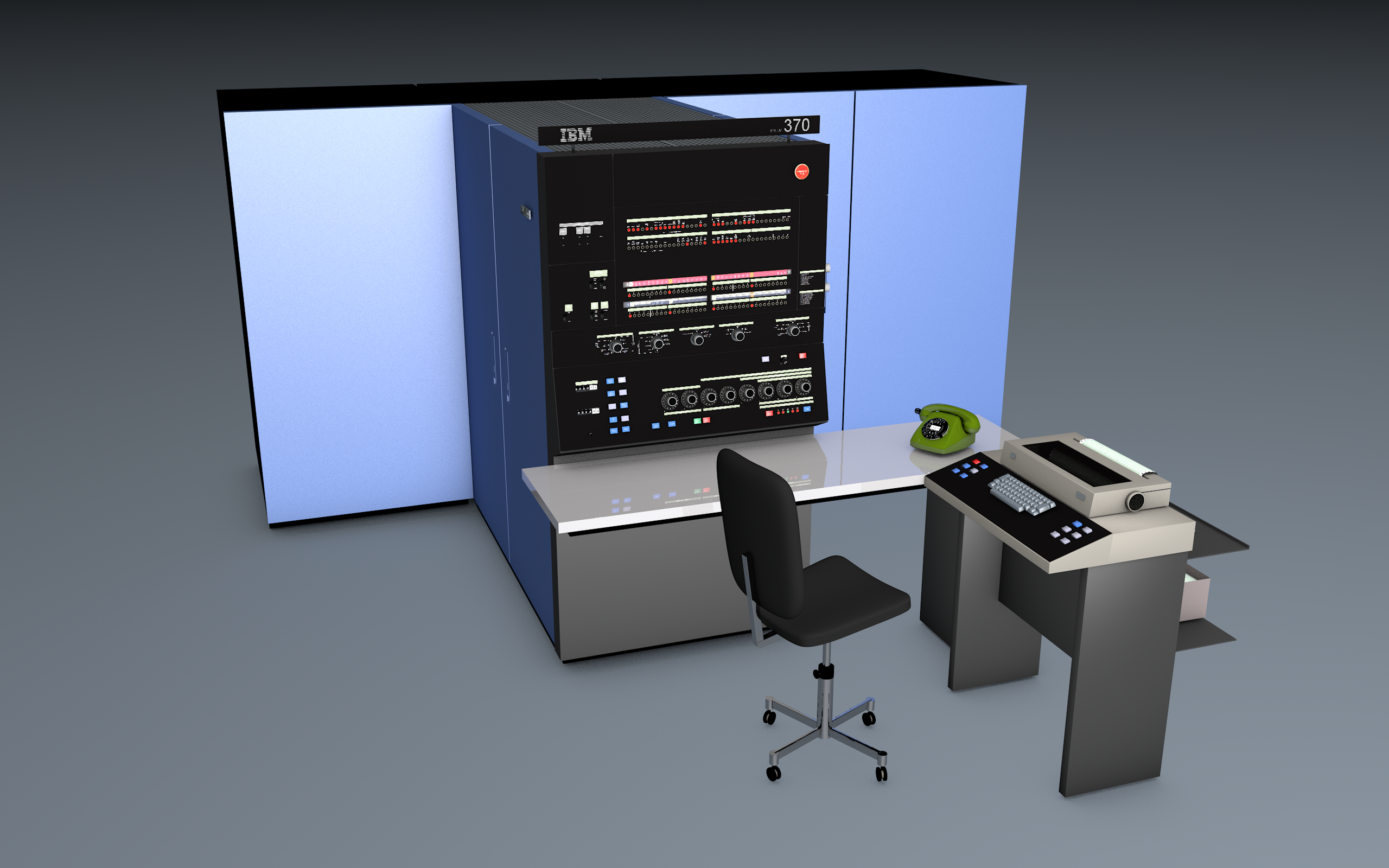
IBM System/370, кінець 1970-х — 1980-ті роки

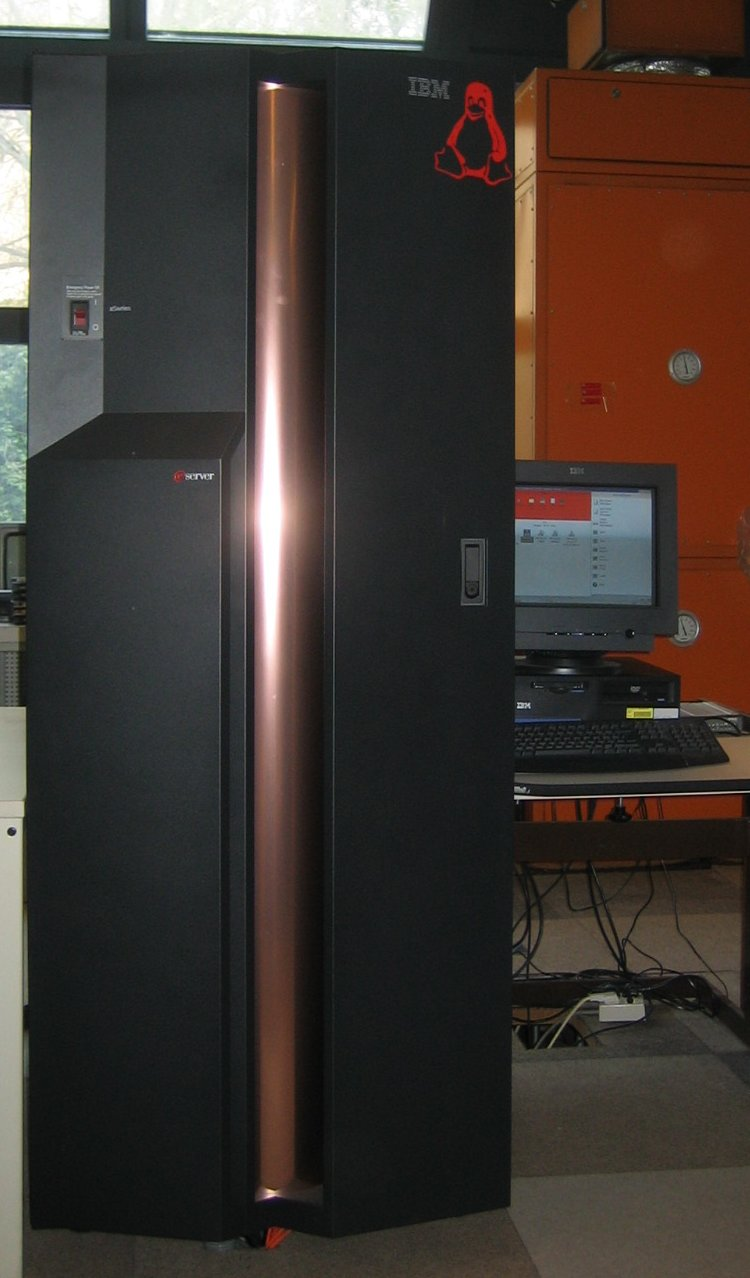
IBM z800, 2000-ні роки

Мейнфре́йм (англ. Mainframe) — термін має два основні значення:
- Високопродуктивний комп'ютер зі значним обсягом оперативної та зовнішньої пам'яті, і, найголовніше, з розвиненими засобами вводу/виводу, призначений для організації централізованих сховищ даних великої місткості, виконання інтенсивних обчислювальних робіт (як у пакетному, так і у інтерактивному режимах), і одночасного обслуговування багатьох користувачів або завдань
- Комп'ютер з архітектурою System/360, System/370, System/390, zSeries.

## Історія
Історію мейнфреймів прийнято відлічувати з появи в 1964 році універсальної комп'ютерної системи IBM System/360, на розробку якої корпорація IBM витратила $5 млрд. Сам термін «мейнфрейм» походить від назви типових процесорних стійок цієї системи.
В 1960-х — початку 1980-х років System/360 була беззастережним лідером на ринку. Її клони випускалися в багатьох країнах, у тому числі — в СРСР (серія ЄС ЕОМ).
Мейнфрейми IBM використовуються в більш ніж 25 000 організаціях по всьому світу (без урахування клонів). Близько 70% всіх важливих бізнес-даних зберігаються на мейнфреймах.
На початку 1990-х почалася криза ринку мейнфреймів, пік якого припав на 1993 рік. Багато аналітиків заговорили про повне вимирання мейнфреймів, про перехід від централізованої обробки інформації до розподіленої (за допомогою персональних комп'ютерів, з'єднаних дворівневою архітектурою «клієнт-сервер»). Багато хто став сприймати мейнфрейми як вчорашній день обчислювальної техніки, вважаючи Unix- і PC-сервери більш сучасними і перспективними.
Важливою причиною різкого зменшення інтересу до мейнфреймам в 80-х роках був бурхливий розвиток PC і Unix-орієнтованих машин, в яких завдяки застосуванню нової технології створення КМОН-мікросхем вдалося значно зменшити енергоспоживання, а їх розміри досягли розмірів настільних станцій. В той же час для установки мейнфреймів були потрібні величезні площі, а використовування застарілих напівпровідникових технологій спричиняло за собою необхідність водяного охолодження. Отже, не зважаючи на їх обчислювальну потужність, через дорожнечу і складність обслуговування мейнфрейми все менше користувалися попитом на ринку обчислювальних засобів.
Ще один аргумент проти мейнфреймів полягав в тому, що в них не дотримується основний принцип відкритих систем, а саме — сумісність з іншими платформами. Керівництво компанії IBM, основного виробника апаратного і програмного забезпечення мейнфреймів, сприйняло критику конструктивно і виробило кардинально нову стратегію відносно цієї платформи з метою різко підвищити продуктивність понизити вартість володіння, а також добитися високої надійності і доступності систем.
Досягненню цих планів сприяли важливі зміни в технологічній сфері: на зміну біполярній технології виготовлення процесорів для мейнфреймів прийшла технологія КМОН. Перехід на нову елементну базу дозволив значно понизити рівень енергоспоживання мейнфреймів і спростити вимоги до системи електроживлення і охолодження (водяне охолодження було замінено повітряним). Мейнфрейми на базі КМОН-мікросхем швидко набрали продуктивність і втрачали габарити. Найкардинальнішою ж подією став перехід на 64-розрядну архітектуру IBM Z. Сучасні мейнфрейми перестали бути закритою платформою: вони здатні підтримувати на одній машині сотні серверів з різними ОС, в тому числі Linux.
Згідно з одним із прогнозів Gartner Group, останній мейнфрейм передбачалося усунути в 1993 році. Термін цього прогнозу давно закінчився, а ринок мейнфреймів залишається стабільним, і їх продажі щорічно ростуть.
З 1994 року знов почалося зростання інтересу до мейнфреймів. Справа у тому, що, як показала практика, централізована обробка на основі мейнфреймів розв’язує багато задач побудови інформаційних систем масштабу підприємства простіше і дешевше, ніж розподілена.

## Характеристики
- Середній наробіток між відмовами оцінюється в 12—15 років. Надійність мейнфреймів — це результат майже 60-річного їх вдосконалення. Мейнфрейми можуть ізолювати і виправляти більшість апаратних і програмних помилок.
- Дублювання. Резервні процесори. Запасні мікросхеми пам'яті. Альтернативні шляхи доступу до периферійних пристроїв. Гаряча заміна всіх елементів аж до каналів, плат пам'яті і центральних процесорів. Група розробки VM/ESA витратила вже двадцять років на видалення помилок з операційної системи, і була в результаті створена система, яку можна використовувати в найвідповідальніших випадках.
- Цілісність даних. В мейнфреймах використовується пам'ять, що виправляє помилки. Помилки не приводять до руйнування даних в пам'яті, або даних, що очікують пристрою вводу-виводу. Дискові підсистеми побудовані на основі RAID-масивів з гарячою заміною і вбудованих засобів резервного копіювання гарантують від втрат даних.
- Робоче навантаження мейнфреймів може складати 80%—95% від їх пікової продуктивності.
- Пропускна здатність підсистеми уведення-виведення мейнфреймів розроблена так, щоб працювати в середовищі з найвищим робочим навантаженням на введення-виведення.
- Масштабування може бути як вертикальним так і горизонтальним. Вертикальне масштабування забезпечується лінійкою процесорів з продуктивністю від 5 до 200 MIPS і нарощуванням до 12 центральних процесорів в одному комп'ютері. Горизонтальне масштабування реалізується об'єднанням ЕОМ в ParallelSysplex — багатомашинний кластер, що виглядає з погляду користувача єдиним комп'ютером. Всього в ParallelSysplex можна об'єднати до 32 машин. Географічно розподілений ParallelSysplex називають GeoPlex. У разі використовування ОС VM для спільної роботи можна об'єднати будь-яку кількість комп'ютерів. Програмне масштабування — на одному мейнфреймі може бути конфігурований фактично безмежну кількість різних серверів. Причому всі сервери можуть бути ізольовані один від одного так неначе вони виконуються на окремих виділених комп'ютерах і в той же час спільно використовувати апаратні і програмні ресурси і дані.
- Доступ до даних. Оскільки дані зберігаються на одному сервері, прикладні програми не потребують збору початкової інформації з безлічі джерел, не потрібен додатковий дисковий простір для їх тимчасового зберігання, не виникають сумніви в їх актуальності. Потрібна невелика кількість необхідних фізичних серверів і значно простіше програмне забезпечення. Все це, в сукупності, веде до підвищення швидкості і ефективності обробки.
- Використання дискового простору.[уточнити]
- Захист. Вбудовані в апаратуру можливості захисту, такі як криптографічні пристрої і LPAR, і засоби захисту операційних систем доповнені програмними продуктами RACF або VM:SECURE, забезпечують досконалий захист.
- Збереження інвестицій — використовування даних і існуючих прикладних програм, не потребує додаткових витрат з придбання нового програмного забезпечення для іншої платформи, перенавчанню персоналу, перенесення даних.

У цей[який?] час мейнфрейми IBM займають головне місце на світовому ринку. Так само на ринку з своєю продукцією присутні фірми Hitachi, Amdahl і Fujitsu.